# مرینگن (سوئیس)
مرینگن (به لاتین: Meiringen) یک شهرک و بخش در سوئیس است که در Interlaken-Oberhasli administrative district واقع شده‌است.